# Aphrodroma brevirostris
Aphrodroma brevirostris е вид птица от семейство Procellariidae, единствен представител на род Lugensa.

## Разпространение
Видът е разпространен в Антарктида, Аржентина, Австралия, Нова Зеландия, Света Елена, Възнесение, Тристан да Куня, Фолкландски острови, Френски южни и антарктически територии, Чили, Южна Африка и Южна Джорджия и Южни Сандвичеви острови.